# Ivanino
Ivanino (in russo Иванино?) è un insediamento di tipo urbano della Russia europea, situato nel distretto Kurčatovskij dell'oblast' di Kursk.
Si trova nella parte centrale della regione, 4 km a sud del centro distrettuale di Kurčatov.